# 须弥孩儿参
须弥孩儿参（学名：Pseudostellaria himalaica）为石竹科孩儿参属的植物。分布于阿富汗、尼泊尔、锡金、印度、不丹、克什米尔地区以及中国大陆的四川、云南、西藏等地，生长于海拔2,300米至3,800米的地区，常生长在冷杉林、常绿阔叶林下岩石上以及灌丛中，目前尚未由人工引种栽培。

## 异名
- Pseudostellaria heterantha (Maxim.) Pax var. himalaica (Franch.) Ohwi